# Nicolae Iorgu
Nicolae Iorgu (n. 25 iunie 1944, Buești, Ialomița) este un scrimer român specializat pe spadă. A participat la două ediții ale Jocurile Olimpice: München 1972 și Montreal 1976.